# Championnats d'Europe de gymnastique artistique féminine 1981
Navigation
Édition précédente Édition suivante
Le 13e championnat d'Europe de gymnastique artistique féminine s'est déroulé à Madrid en 1981.

## Résultats

### Concours général individuel
| Rang               | Gymnaste                | Total |
| ------------------ | ----------------------- | ----- |
| Médaille d'or      | Maxi Gnauck (GDR)       |       |
| Médaille d'argent  | Cristina Grigoraș (ROU) |       |
| Médaille de bronze | Alla Mysnik (URS)       |       |

### Finales par engins

#### Saut
| Rang              | Gymnaste                | Total |
| ----------------- | ----------------------- | ----- |
| Médaille d'or     | Cristina Grigoraș (ROU) |       |
| Médaille d'argent | Maxi Gnauck (GDR)       |       |
| Médaille d'argent | Birgit Senff (GDR)      |       |

#### Barres asymétriques
| Rang              | Gymnaste                | Total |
| ----------------- | ----------------------- | ----- |
| Médaille d'or     | Maxi Gnauck (GDR)       |       |
| Médaille d'argent | Cristina Grigoraș (ROU) |       |
| Médaille d'argent | Alla Mysnik (URS)       |       |

#### Poutre
| Rang               | Gymnaste               | Total |
| ------------------ | ---------------------- | ----- |
| Médaille d'or      | Maxi Gnauck (GDR)      |       |
| Médaille d'argent  | Natalya Iliyenko (URS) |       |
| Médaille de bronze | Rodica Dunca (ROU)     |       |

#### Sol
| Rang               | Gymnaste                | Total |
| ------------------ | ----------------------- | ----- |
| Médaille d'or      | Maxi Gnauck (GDR)       |       |
| Médaille d'argent  | Alla Mysnik (URS)       |       |
| Médaille de bronze | Cristina Grigoraș (ROU) |       |

## Tableau des médailles
| Rang | Nation             | Or | Argent | Bronze | Total |
| ---- | ------------------ | -- | ------ | ------ | ----- |
| 1    | Allemagne de l'Est | 4  | 2      | 0      | 6     |
| 2    | Roumanie           | 1  | 2      | 2      | 5     |
| 3    | Union soviétique   | 0  | 3      | 1      | 4     |